# Kris Van Dijck
Kris Roger Stephanie Van Dijck (Turnhout, 2 oktober 1963) is een Belgisch Vlaams-nationalistisch politicus voor de N-VA. Hij was na de Vlaamse verkiezingen van 26 mei 2019 gedurende 24 dagen voorzitter van het Vlaams Parlement.

## Levensloop

### Jeugd
Van Dijck doorliep zijn middelbare school aan het Sint-Pietersinstituut in Turnhout. Hij behaalde daar in 1983 een diploma Menswetenschappen. Vervolgens ging hij naar de Vrije Normaalschool te Wijnegem, waar hij in 1987 het diploma van onderwijzer behaalde. Na zijn studies werkte hij van 1988 tot 1995 als onderwijzer.
Vanaf jonge leeftijd nam hij deel aan de IJzerbedevaart en het Vlaams Nationaal Zangfeest. Vanaf 1979 was hij actief in het Vlaams Scholieren Verbond in Turnhout, waarvan hij van 1981 tot 1982 de preses was. Als student was hij van 1984 tot 1985 lid van het Katholiek Vlaams Hoogstudentenverbond Antwerpen. Ook werd hij in 1985 lid van het Davidsfonds en was hij enkele jaren plaatselijk bestuurslid.
In 1979 trad Van Dijck toe tot de Volksunie. Hij werd onmiddellijk bestuurslid van de afdeling in Dessel en van 1980 tot 1989 was hij bestuurslid van de VUJO-afdeling van het arrondissement Turnhout. In 1982 richtte hij een Desselse afdeling van de VU-jongeren op en in 1985 werd hij lid van de Turnhoutse arrondissementsraad. Van 1985 tot 1987 was hij lid van het dagelijks bestuur van de nationale afdeling van VUJO. Ook zetelde hij vanaf 1995 in de partijraad van de Volksunie en in het arrondissementsbestuur van Mechelen-Turnhout.

### Politieke carrière

#### Lokale carrière
Van Dijck werd in oktober 1988 voor het eerst verkozen in de gemeenteraad van Dessel. In 1989 werd hij, op slechts 25-jarige leeftijd, schepen voor de Volksunie, met de bevoegdheden Jeugd, Sport en Ontwikkelingssamenwerking. Na de gemeenteraadsverkiezingen van oktober 1994 werd hij aangesteld als burgemeester van Dessel. Van Dijck bleef dit tot eind 2000 en belandde daarna zes jaar als gemeenteraadslid in de oppositie.
In oktober 2006 behaalde Van Dijck met de Desselse N-VA-lijst de volstrekte meerderheid bij de gemeenteraadsverkiezingen, een prestatie die de partij in 2012 herhaalde, als enige in Vlaanderen. In 2018 behaalde de N-VA opnieuw de absolute meerderheid en begon Van Dijck aan zijn vierde legislatuur als burgemeester. In oktober 2024 nam Van Dijck in kartel met CD&V deel aan de lokale verkiezingen, waarbij nogmaals een volstrekte meerderheid werd behaald. 
Van Dijck is sinds 1999 betrokken bij het partnerschap STORA, een studie- en overleggroep in Dessel die het in de regio aanwezige radioactief afval en de Desselse voorwaarden daarover opvolgt. In 2022 werd hij verkozen tot voorzitter van dit bestuursorgaan.

#### Nationale carrière
Bij de eerste rechtstreekse verkiezingen voor het Vlaams Parlement van 21 mei 1995 werd hij als lijsttrekker verkozen in de kieskring Mechelen-Turnhout. Hij werd in het Vlaams Parlement van 1995 tot 1999 vast lid van de commissie Onderwijs, Vorming en Wetenschapsbeleid en zetelde van 1995 tot 1998 tevens in de commissie voor Mediabeleid. In juni 1999 werd hij herkozen als Vlaams volksvertegenwoordiger en nadien was hij van 1999 tot 2002 lid en secretaris van de commissie Onderwijs, Vorming en Wetenschapsbeleid. Bij de splitsing van de Volksunie in 2001 koos Van Dijck eerst voor de groep Niet-splitsen van Vlaams minister Johan Sauwens. Nadien koos hij voor de Nieuw-Vlaamse Alliantie (N-VA). Hij werd lid van het partijbestuur en was van 2002 tot 2005 de eerste algemeen secretaris van de partij.
Ook na de Vlaamse verkiezingen van 13 juni 2004 bleef hij Vlaams volksvertegenwoordiger. In de legislatuur 2004-2009 was hij toegevoegd lid van de commissies Onderwijs, Vorming, Wetenschap en Innovatie (2004-2009), Cultuur, Jeugd, Sport en Media (2004-2006) en Binnenlandse Aangelegenheden, Bestuurszaken, Institutionele en Bestuurlijke Hervorming en Decreetsevaluatie (2006-2009). Van november 2004 tot eind 2006 zat hij er de N-VA-fractie voor, waarna hij als fractieleider werd opgevolgd door Jan Peumans. 
In juni 2009 werd hij herkozen voor een vierde termijn. Hij werd vervolgens getipt als voorzitter van het Vlaams Parlement, maar greep uiteindelijk naast dit ambt. Jan Peumans zou de eerste burger van Vlaanderen worden. Van Dijck werd van juli 2009 tot eind 2012 opnieuw fractievoorzitter van de N-VA in het Vlaams Parlement, waarna hij dat ambt doorgaf aan Matthias Diependaele. In de legislatuur 2009-2014 zetelde Van Dijck tevens van 2009 tot 2010 en van 2013 tot 2014 in de commissie Onderwijs en Gelijke Kansen, waar hij zich na het einde van zijn ambt als fractieleider toelegde op de geplande hervorming van het secundair onderwijs, en was hij van 2009 tot 2012 secretaris en van 2012 tot 2013 ondervoorzitter van de commissie Algemeen Beleid, Financiën en Begroting. Bij de federale verkiezingen van juni 2010 werd hij eveneens verkozen in de Kamer van volksvertegenwoordigers, maar besloot aan de zetel te verzaken en in het Vlaams Parlement te blijven zetelen. Hij werd door zijn partij ook aangesteld om de lokale verankering van zijn partij na de grote groei bij de verkiezingen in 2012 in goede banen te leiden.
Ook na de Vlaamse verkiezingen van 25 mei 2014 bleef hij Vlaams volksvertegenwoordiger en vanaf juli 2014 maakte hij als secretaris deel uit van het Bureau (dagelijks bestuur) van het Vlaams Parlement, hetgeen hij combineerde met het lidmaatschap van de commissie Onderwijs. Op 2 december 2015 werd hij in de plenaire vergadering van het Vlaams Parlement gehuldigd voor zijn 20 jaar parlementair mandaat. Bij de Vlaamse verkiezingen van 26 mei 2019 werd hij opnieuw verkozen en nadien was hij korte tijd voorzitter van het Vlaams Parlement (zie onder). Vanaf oktober 2019 was hij in het Vlaams Parlement voorzitter van de commissie Binnenlands Bestuur, Gelijke Kansen en Inburgering.
In april 2021 werd Van Dijck verkozen als voorzitter van de partijraad van N-VA. Hij volgde in deze functie Veerle Geerinckx op.
Bij de verkiezingen in juni 2024 kreeg Van Dijck de derde plaats op de Europese lijst en raakte hij verkozen in het Europees Parlement. Hier volgt hij voor de N-VA als effectief lid de Commissie Industrie, Onderzoek en Energie en als plaatsvervanger de Commissie Internationale Handel en de Commissie Transport en Toerisme.

### Voorzitter van het Vlaams Parlement
Van Dijck werd op 18 juni 2019 aangesteld als Vlaams Parlementsvoorzitter, minstens tot de installatie van een nieuwe Vlaamse regering.
Twee weken na zijn installatie als voorzitter werd hij in de nacht van 2 op 3 juli betrapt op dronken rijden, nadat hij een aanhangwagen had aangereden. Hij bleek 1,42‰ alcohol in zijn bloed te hebben (wat volgens het parket hoger lag bij het ongeval, want de afname gebeurde 2,5 uur nadien)

### Afzetting tijdens aantreden parlementsvoorzitter
Op 11 juli 2019 maakte P-Magazine bekend dat Van Dijck betrokken zou zijn bij sociale fraude met belastinggeld voor een escortdame. Dit nieuws werd uitgebracht op het moment dat hij als parlementsvoorzitter zijn 11 julitoespraak hield in het stadhuis van Brussel. Later op de dag kondigde Van Dijck zijn ontslag aan als parlementsvoorzitter. Eerste ondervoorzitter Filip Dewinter (Vlaams Belang) nam hierdoor tijdelijk de functies van voorzitter over. Wilfried Vandaele (N-VA) werd twee dagen later verkozen als nieuwe parlementsvoorzitter.
Van Dijck legde zelf klacht neer voor laster, belaging en schending van de privacy, wat onderwerp werd van een gerechtelijk onderzoek. Volgens de Raad voor de Journalistiek ging P-Magazine effectief in de fout: de raad vond de beschuldiging van sociale fraude "onvoldoende aannemelijk" op basis van de informatie van P-Magazine. De raad vond echter niet dat de privacy geschonden werd, aangezien Van Dijck als politicus een publiek figuur is. Van Dijck besloot daarna een schadevergoeding van het tijdschrift te eisen. Ook volgens de deontologische commissie van het Vlaams Parlement had Kris Van Dijck geen deontologische fout gemaakt in de zaak met een escortdame. De klacht is unaniem ongegrond verklaard.